# 최현우 노홍철의 매직홀
최현우 노홍철의 매직홀은 TV조선에서 방영했던 대한민국의 예능 프로그램이다. 마술사 최현우가 세계 각국을 대표하는 전설적인 마술사들을 초대해 마술 맞대결을 펼치는데, 매주 각기 다른 장르에 강점을 가진 마술사를 초대해 지금까지 시도하지 않았던 새로운 마술로 대결 구도를 형성하는 프로그램이다.

## 방송 시간
- 2011년 12월 24일 ~ 2012년 6월 23일 : 매주 토요일 오후 11시 00분 ~